# Корзу (Мехединци)
Корзу (рум. Corzu) насеље је у Румунији у округу Мехединци у општини Баклеш. Oпштина се налази на надморској висини од 253 m.

## Становништво
Према подацима из 2002. године у насељу је живело 606 становника, од којих су сви румунске националности.